# A to ZZ 2 Sound & Vision Extra
『A to ZZ 2 Sound & Vision Extra』(エー・トゥー・ズィーズィー・ツー・サウンド・アンド・ヴィジョン・エクストラ)は、ZZの5枚目のスタジオ・アルバム。

## 概要
- CD+DVD。
- 「A to ZZ Complete Single Collection」の続編。前作がベスト・アルバムだったのに対し、こちらは、オリジナル・アルバム。
- 本作を最後にリリースは途切れている。

## 収録曲

### CD
1. サムライブルー (4:36)
11thシングル。
2. Find Your Own Way (3:55)
3. 限りない空 (4:11)
4. Ride On Precious Time (3:22)
5. あふれる愛を (4:42)

### DVD
1. Nobody Knows
7thシングル。
2. Pride Yourself
8thシングル。
3. Just Only One
9thシングルの1曲目。
4. サムライブルー